# 勝手に決めないでよ
「勝手に決めないでよ」（かってにきめないでよ）は、大黒摩季の24枚目のシングル。

## 概要
大黒のシングルでは初めてコピーコントロールCDが採用された。本作以降26枚目のシングル「いとしいひとへ〜Merry Christmas〜」までコピーコントロールCDによるシングルリリースが続く。なお、表題曲は非公認ベストアルバム『GOLDEN☆BEST 大黒摩季』で初めてCD化された。
2018年現在、廃盤となっている。。

## 収録曲
1. 勝手に決めないでよ
作詞・作曲 大黒摩季／編曲 西平彰
2. birdcage
作詞・作曲 大黒摩季／編曲 武部聡志
3. 勝手に決めないでよ(instrumental)

## 収録アルバム
勝手に決めないでよ
- RHYTHM BLACK　※アウトロが異なる
- GOLDEN☆BEST 大黒摩季
- Greatest Hits 1991-2016 〜All Singles +〜

birdcage
※アルバム未収録